# OM Leoncino
 (août 2021).
Si vous disposez d'ouvrages ou d'articles de référence ou si vous connaissez des sites web de qualité traitant du thème abordé ici, merci de compléter l'article en donnant les références utiles à sa vérifiabilité et en les liant à la section « Notes et références ».
L'OM Leoncino est un camion de moyen tonnage fabriqué entre 1950 et 1972 par le constructeur italien OM de Brescia. Il remplace l'ancien OM Loc avec sa cabine à capot très long et rond, datant de 1940.
Lancé en 1950, le Leoncino est un camion polyvalent et fiable ce qui en fait en peu de temps le cheval de bataille du constructeur italien sur tous les marchés européens. Ce véhicule était très particulier car c'était le premier camion de moyen tonnage à disposer d'une largeur inférieure à celle de tous ses concurrents, spécialement étudiée pour les centres urbains étroits.
Il sera fabriqué pour différentes déclinaisons : châssis pour autobus, 4x4 et mobilhome.
Le Leoncino sera le premier d'une longue lignée de camions OM, baptisée série zoologique en raison des noms d'animaux qui la composent, avec ces mêmes précieuses caractéristiques : 
- le Tigrotto qui sera présenté en 1957,
- le Tigre en 1958,
- le Lupetto en 1959,
- le Cerbiatto et le Daino en 1964
- l'Orsetto en 1967.

Il sera fabriqué jusqu'en 1972, lorsque la gamme Fiat-OM série « X » remplacera toute la gamme de la série zoologique.

## La technique
L'OM Leoncino disposait d'une cabine avancée très moderne pour l'époque, avec une visibilité panoramique. Le levier de vitesses était situé sur le volant à 3 branches en T, à la manière d'une automobile. Le tableau de bord disposait de cadrans ronds rétro-éclairés.
Sur la première série, le pare-brise, en deux parties, était entrouvrable par le bas. Les portes ouvraient contre le vent, comme cela était demandé à l'époque.
La seconde série apparue en 1963, avec un changement du code de la route italien, fit transformer la cabine avec un pare-brise fixe monobloc, les portières ouvrant contre le vent et des clignottants plus des répéteurs de clignottants sur les côtés.
La première série disposait d'un moteur diesel OM de 3 770 cm3 développant 54 ch à 2 100 tr/min, la seconde série bénéficia d'une augmentation de cylindrée à 4 156 cm3, qui sera portée à 4 397 cm3 pour atteindre 4 561 cm3 dans la dernière série développant 92 ch DIN.

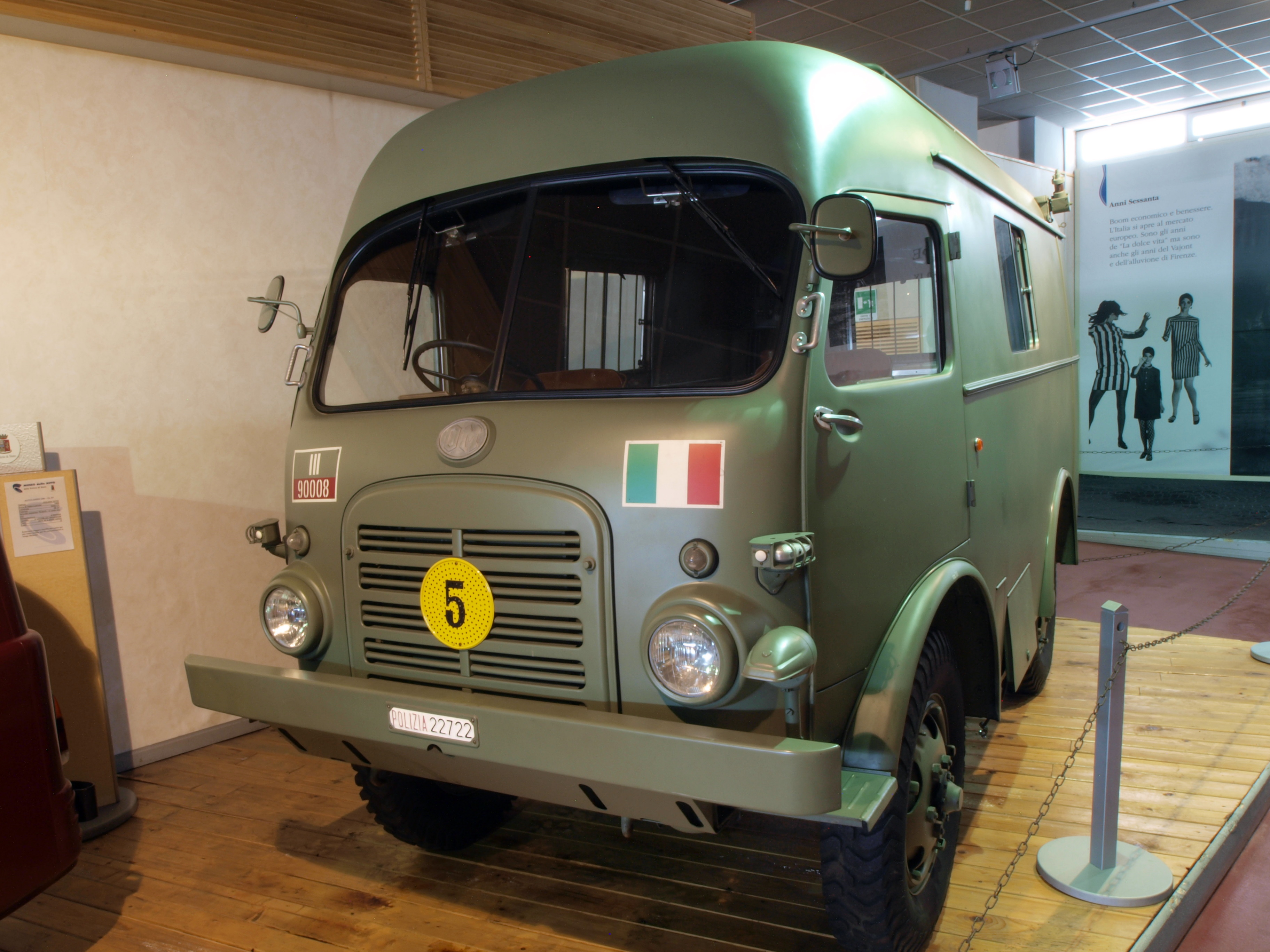
OM TL/CL 51 fourgon militaire

Le constructeur réalisa également une version 4x4 qui connaîtra un gros succès dans ses versions pour les pompiers, les versions militaires, connues sous le nom OM TL/CL 51, et les bus, pour gravir les pentes de l'Etna notamment.
La fabrication a pris fin en 1972.

## Les versions étrangères
À cette époque, les droits de douane étaient très importants et les exportations très difficiles, aussi les modèles à fort potentiel commercial étaient souvent fabriqués sous licence par d'autres grands constructeurs.
Ce sera le cas pour toute la gamme OM qui sera fabriquée :
- Allemagne par Büssing ;
- Autriche par Steyr ;
- Suisse par Saurer, qui a toujours entretenu d'excellents rapports avec OM et Fiat. Saurer n'ayant jamais produit de camions de la gamme moyen tonnage, importa et construisit localement le modèle, comme toute la série zoologique OM.

En France les camions OM, seront commercialisés par le réseau Unic, filiale de Fiat V.I., sous le nom Unic 34C, jusqu'en 1974, lors de la création d'Iveco.